# Множення на скаляр

Множення вектора на 3 розтягує вектор.

Результати множення вектора a на скаляр: − a і 2 a

У математиці множення на скаляр є однією з основних операцій, що визначають векторний простір у лінійній алгебрі    (або, загалом, модуль в абстрактній алгебрі   ). У звичайних геометричних контекстах скалярне множення дійсного евклідового вектора на позитивне дійсне число множить величину вектора без зміни його напрямку. Скалярне множення — це множення вектора на скаляр (де добуток є вектором), і його слід відрізняти від Скалярного добутку двох векторів (де добуток є скаляром).

## Зноски
1. ↑  Lay, David C. (2006). Linear Algebra and Its Applications (вид. 3rd). Addison–Wesley. ISBN 0-321-28713-4.
2. ↑  Strang, Gilbert (2006). Linear Algebra and Its Applications (вид. 4th). Brooks Cole. ISBN 0-03-010567-6.
3. ↑  Axler, Sheldon (2002). Linear Algebra Done Right (вид. 2nd). Springer. ISBN 0-387-98258-2.
4. ↑  Dummit, David S.; Foote, Richard M. (2004). Abstract Algebra (вид. 3rd). John Wiley & Sons. ISBN 0-471-43334-9.
5. ↑  Lang, Serge (2002). Algebra. Graduate Texts in Mathematics. Springer. ISBN 0-387-95385-X.